# Hieracium pocuticum
Hieracium pocuticum là một loài thực vật có hoa trong họ Cúc. Loài này được Woł. mô tả khoa học đầu tiên năm 1887.